# Lista de museus de Madrid

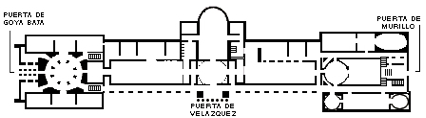
Planta baixa do Museu do Prado

Madrid capital da Espanha, abriga importantes museus do mundo. São destaques o Museu do Prado, o Reina Sofia e o Thyssen-Bornemisza.
Na lista de museus de Madrid estão relacionados os mais relevantes museus desta cidade.
| imagem | nome                                                   | localizado na unidade administrativa | data de inauguração     |
| ------ | ------------------------------------------------------ | ------------------------------------ | ----------------------- |
|        | Museu do Prado                                         | Madrid                               | 1819                    |
|        | Museu Thyssen-Bornemisza                               | Madrid                               | 1992                    |
|        | Museu Lázaro Galdiano                                  | Madrid                               | 1951                    |
|        | Museu Nacional Centro de Arte Reina Sofia              | Madrid                               | 1992                    |
|        | Museo de Historia de Madrid                            | Madrid                               | 1929                    |
|        | Museo Pedagógico Nacional                              | Madrid                               | 1882                    |
|        | Museu Cerralbo                                         | Madrid                               | 1944                    |
|        | Salão dos Reinos                                       | Madrid                               |                         |
|        | Real Academia de Belas-Artes de São Fernando           | Madrid                               | 12 de abril de 1752     |
|        | Museu Arqueológico Nacional                            | Madrid                               | 20 de março de 1867     |
|        | Museu Sorolla                                          | Madrid                               | 11 de junho de 1932     |
|        | Museu Naval de Madrid                                  | Madrid                               | 19 de novembro de 1843  |
|        | National Museum of Natural Sciences                    | Madrid                               | 1 de outubro de 1815    |
|        | Museo Arte Público                                     | Madrid                               | 1972                    |
|        | Museu da América                                       | Madrid                               | 19 de abril de 1941     |
|        | Museu Nacional de Antropologia                         | Madrid                               | 1875                    |
|        | Casón del Buen Retiro                                  | Madrid                               | 1637                    |
|        | Museo Nacional de Artes Decorativas                    | Madrid                               | 30 de dezembro de 1912  |
|        | Filmoteca Española                                     | Madrid                               |                         |
|        | Museo de Carruajes                                     | Madrid                               |                         |
|        | Museo de Colecciones Reales                            | Madrid                               | 2020                    |
|        | Museo Nacional de Pintura y Escultura                  | Madrid                               | 31 de dezembro de 1837  |
|        | Railway Museum of Madrid                               | Madrid                               | 1967                    |
|        | Real Gabinete de Historia Natural                      | Madrid                               | 17 de outubro de 1771   |
|        | Museo de Arte Contemporáneo (Madrid)                   | Madrid                               | 2001                    |
|        | Museum of Modern Art, Madrid                           | Madrid                               | 4 de agosto de 1894     |
|        | Museo del Romanticismo                                 | Madrid                               | 1 de junho de 1924      |
|        | Museo del Traje                                        | Madrid                               | 1925                    |
|        | Planetário de Madrid                                   | Madrid                               | 29 de setembro de 1986  |
|        | Real Gabinete de Máquinas                              | Madrid                               |                         |
|        | Museo Geominero                                        | Madrid                               | 24 de maio de 1926      |
|        | Royal Armoury of Madrid                                | Madrid                               | 1 de janeiro de 1600    |
|        | Platform 0                                             | Madrid                               | 2008                    |
|        | Calasanctian Museum of the Piarist Fathers             | Madrid                               |                         |
|        | Museo Carlos de Amberes                                | Madrid                               | 2014                    |
|        | Nuevos Museos                                          | San Lorenzo de El Escorial Madrid    | 1963                    |
|        | Imprenta Municipal-Artes del Libro                     | Madrid                               | 2011                    |
|        | Museo ABC                                              | Madrid                               | 2010                    |
|        | Museo del Pueblo Español                               | Madrid                               | 26 de julho de 1934     |
|        | Museo Romántico                                        | Madrid                               | 22 de outubro de 1921   |
|        | Museo de Veterinaria Militar                           | Madrid                               | 1942                    |
|        | Fuente del Rey House-Museum                            | Madrid Moncloa-Aravaca               |                         |
|        | Museo Casa de la Moneda                                | Madrid                               | 1867                    |
|        | Wax Museum of Madrid                                   | Madrid                               | 14 de fevereiro de 1972 |
|        | Museo Español de Arte Contemporáneo                    | Madrid                               | 21 de novembro de 1968  |
|        | Museo Histórico-Minero "Don Felipe de Borbón y Grecia" | Madrid                               |                         |
|        | Museo Postal y Telegráfico                             | Madrid                               |                         |

∑ 47 items.